# 美加の台駅
美加の台駅（みかのだいえき）は、大阪府河内長野市にある、南海電気鉄道高野線の駅。駅番号はNK71。

## 概要
複線化されてから開設された駅の一つで、快速急行以下の種別が停車する。
旧線時代、この場所には加賀田信号所（かがたしんごうしょ）が設置されており、列車の行き違いが行われていた。美加の台トンネルが竣工して新線に切り替わった後も、三日市町から千早口までの複線化工事が完了するまでは信号所として存続していたが、1984年3月6日の複線化完工をもって廃止された。
しかし周辺には新興住宅地である「南海美加の台」などが造成され、その利便を図るため、加賀田信号所の廃止から半年が経った1984年9月1日、同じ地に当駅が誕生した。
駅はニュータウンが広がる丘陵間の谷に位置しており、旧線区間を転用した遊歩道や田園風景を俯瞰することができる。なお出入り口は3階屋上部分にあり、そこからは道路橋梁を通じ、一方は国道371号線、もう一方はニュータウン方面にしか行くことができず、また橋梁の途中で横道にそれられる場所もないため、前述の遊歩道へは実際の距離に比べて、かなり迂回しないと行くことができない。

## 歴史
- 1957年（昭和32年）6月29日：三日市町駅 - 千早口駅間に加賀田信号所（単線区間の交換型）が開設。
- 1983年（昭和58年）
  - 4月5日:駅建設工事着工[3]。
  - 12月13日：複線化工事のための新旧線路切り換えで、信号所の線路を撤去して新線の線路を敷き、2代目加賀田信号所（複線始終端型）を設置。位置はほぼ同じで、向きが北 - 南から、北東 - 南西の方向に変わる。
- 1984年（昭和59年）
  - 3月6日：三日市町駅 - 千早口駅間の複線化が完了し[4]、加賀田信号所を廃止。
  - 9月1日：同じ位置に美加の台駅が開業[1]。
- 2012年（平成24年）
  - 3月1日：エレベーター設置・ホームのかさ上げ等のバリアフリー化工事が完了し、身体障害者用階段昇降機を撤去。旅客案内サイン類を更新。
  - 4月1日：駅ナンバリングが導入され、使用を開始[5][6]。
- 2013年（平成25年）4月1日：駅窓口業務の停止開始のため、情報用スクリーン、ICカードチャージ機、非常停止ボタンを設置。

## 駅構造
相対式2面2線のホームを持つ橋上駅（難波方4両分は高架駅）である。ホーム有効長は8両（135m）。屋根は高野山方4両分しかなく、利用者からは拡張の要望が出ている。1階がプラットホーム、2階が駅務室およびコンコースである。3階屋上に駅の出入り口・バスロータリーがあるため、乗降客は屋上から出入りする。
2階には改札口があり、改札内に上下ホーム用のエレベーターが2基、改札外に屋上用の1基が設置されている。券売機が1台のみであるため乗車駅証明書発行機が設置されている。また、遅延等の連絡用のスクリーン（普段は広告として使用されている）、ICカード用のチャージ機が付近に設置されている。車椅子対応トイレには、オストメイト、ベビーベッドが設置されている。
1階（ホーム）に発車標（列車案内板）はないが、接近案内装置ある。駅自動放送は原則として簡易タイプであるが、下り快速急行到着時のみ、詳細タイプに近い文面になる（林間田園都市駅まで無停車のため。ただし行き先は呼称されない）。各ホーム3ヶ所に列車非常停止ボタンが設置されている。
南海高野線の中では最も新しい駅である。2012年にバリアフリー化等の工事を行い、エレベーター等を新設、旅客案内サイン類を一新した。

### のりば
| のりば | 路線   | 方向 | 行先       |
| ------ | ------ | ---- | ---------- |
| 1      | 高野線 | 下り | 高野山方面 |
| 2      | 高野線 | 上り | なんば方面 |

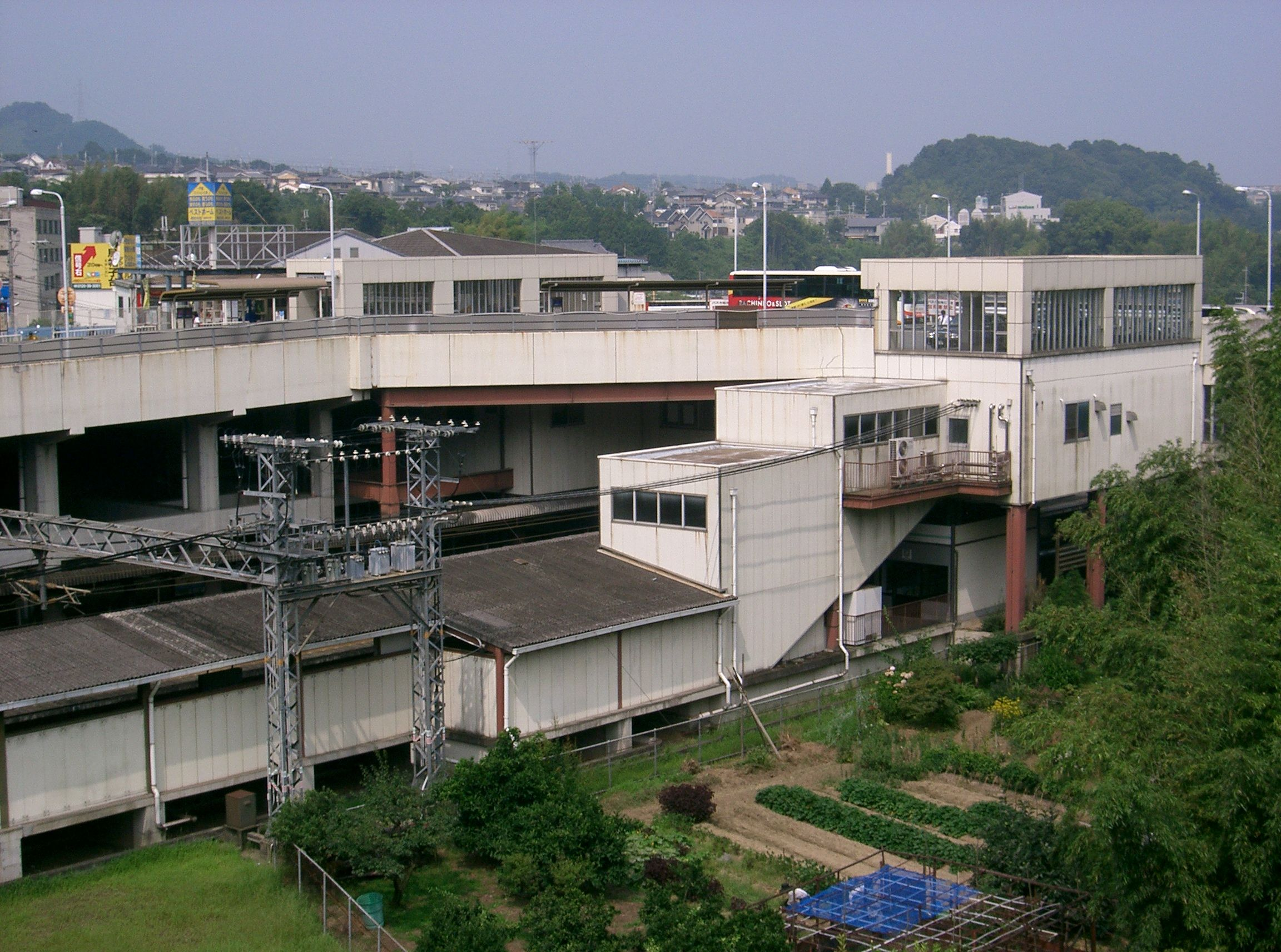
駅全景
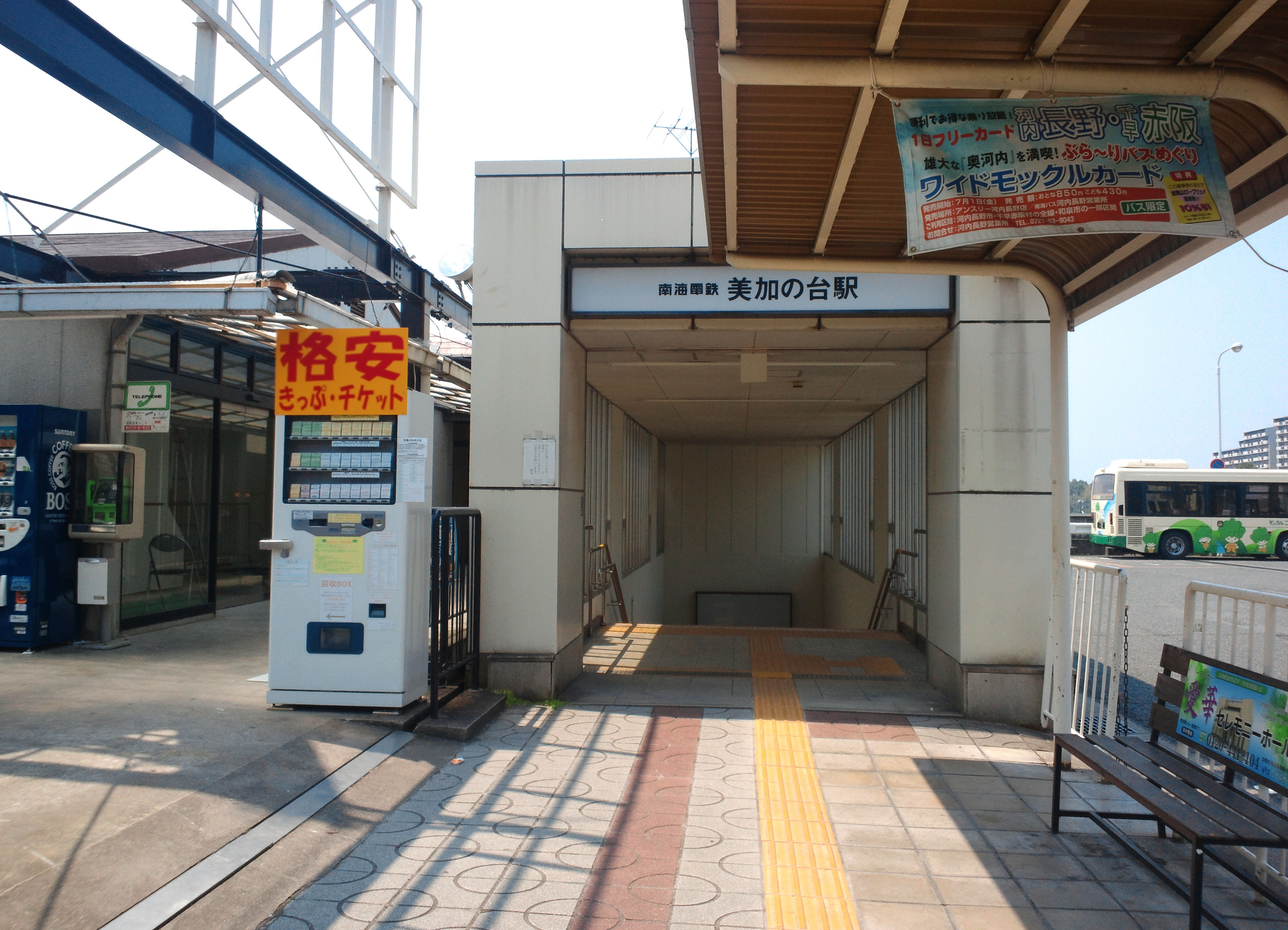
西出口
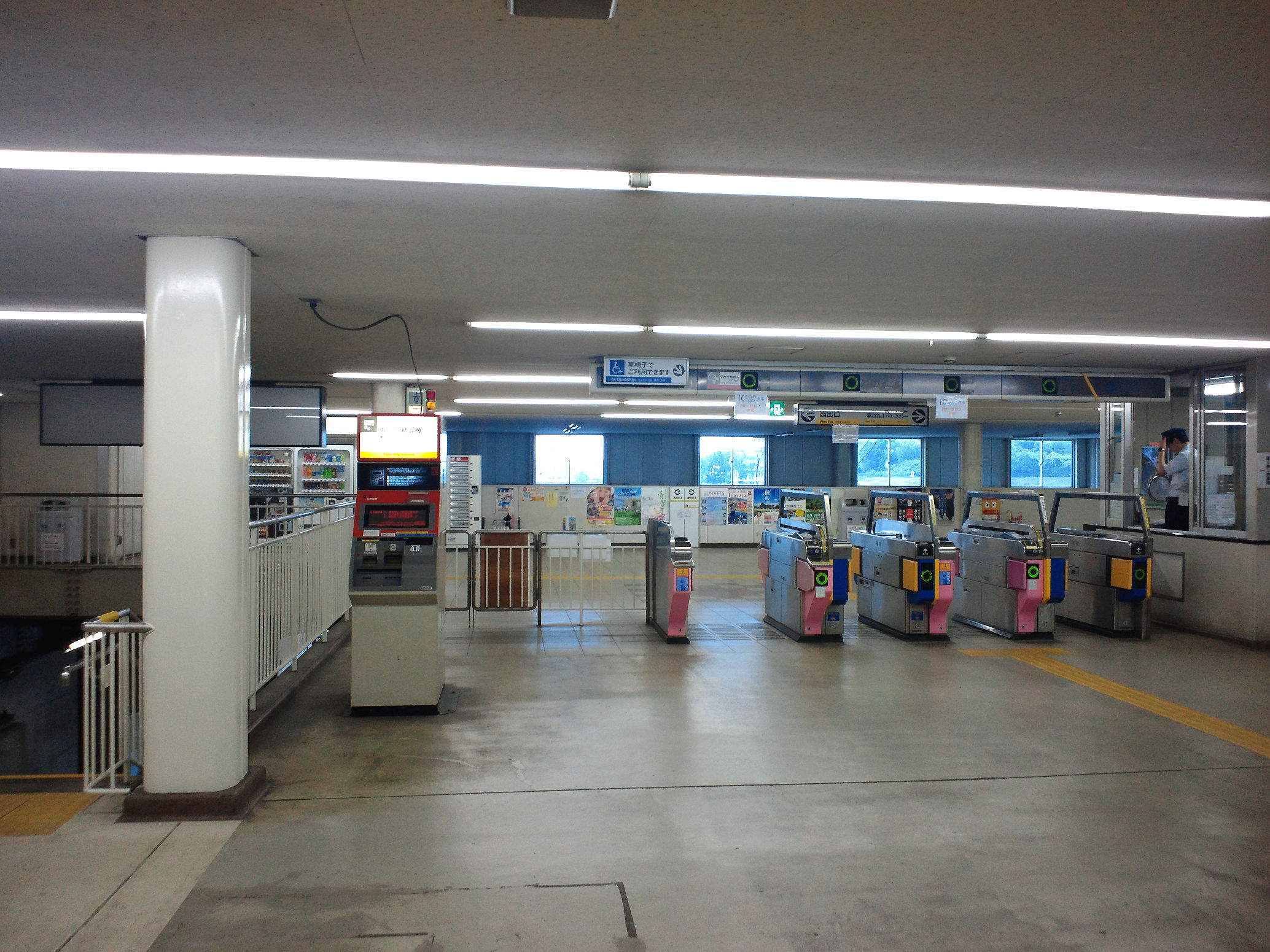
改札口
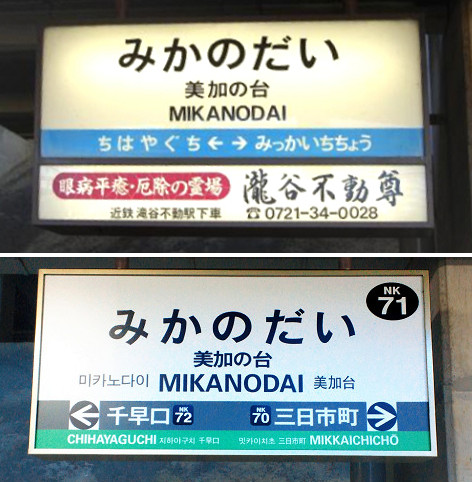
駅名標（上：旧、下：新）

## ダイヤ
平日ラッシュ時は1時間あたり6本、日中は1時間あたり3-4本が停車する。

## 利用状況
2019年（令和元年）次の1日平均乗降人員は3,659人（乗車人員：1,820人、降車人員：1,839人）で、南海の駅全100駅中59位である。
また、2024年（令和6年）度の1日平均乗降人員は、2,971人で、南海の駅全100駅中61位である。
各年次の1日平均乗降・乗車人員数は下表の通り。
| 年次               | 1日平均 乗降人員 | 1日平均 乗車人員 | 順位 | 出典          |
| ------------------ | ---------------- | ---------------- | ---- | ------------- |
| 1990年（平成02年） | 5,515            | 2,816            | -    | [ 府統計 1 ]  |
| 1991年（平成03年） | 5,627            | 2,856            | -    | [ 府統計 2 ]  |
| 1992年（平成04年） | 5,637            | 2,853            | -    | [ 府統計 3 ]  |
| 1993年（平成05年） | 5,765            | 2,932            | -    | [ 府統計 4 ]  |
| 1994年（平成06年） | 5,848            | 2,987            | -    | [ 府統計 5 ]  |
| 1995年（平成07年） | 6,049            | 3,109            | -    | [ 府統計 6 ]  |
| 1996年（平成08年） | 6,248            | 3,236            | -    | [ 府統計 7 ]  |
| 1997年（平成09年） | 6,137            | 3,118            | -    | [ 府統計 8 ]  |
| 1998年（平成10年） | 6,197            | 3,237            | -    | [ 府統計 9 ]  |
| 1999年（平成11年） | 6,246            | 3,271            | -    | [ 府統計 10 ] |
| 2000年（平成12年） | 6,109            | 3,195            | -    | [ 府統計 11 ] |
| 2001年（平成13年） | 6,087            | 3,175            | -    | [ 府統計 12 ] |
| 2002年（平成14年） | 6,083            | 3,161            | -    | [ 府統計 13 ] |
| 2003年（平成15年） | 6,050            | 3,129            | -    | [ 府統計 14 ] |
| 2004年（平成16年） | 5,943            | 3,074            | -    | [ 府統計 15 ] |
| 2005年（平成17年） | 5,847            | 3,020            | 48位 | [ 府統計 16 ] |
| 2006年（平成18年） | 5,790            | 2,978            | -    | [ 府統計 17 ] |
| 2007年（平成19年） | 5,682            | 2,908            | -    | [ 府統計 18 ] |
| 2008年（平成20年） | 5,574            | 2,854            | -    | [ 府統計 19 ] |
| 2009年（平成21年） | 5,301            | 2,707            | -    | [ 府統計 20 ] |
| 2010年（平成22年） | 5,074            | 2,579            | -    | [ 府統計 21 ] |
| 2011年（平成23年） | 4,910            | 2,491            | 50位 | [ 府統計 22 ] |
| 2012年（平成24年） | 4,842            | 2,445            | 50位 | [ 府統計 23 ] |
| 2013年（平成25年） | 4,720            | 2,374            | 52位 | [ 府統計 24 ] |
| 2014年（平成26年） | 4,411            | 2,211            | 56位 | [ 府統計 25 ] |
| 2015年（平成27年） | 4,265            | 2,135            | 56位 | [ 府統計 26 ] |
| 2016年（平成28年） | 4,189            | 2,098            | 57位 | [ 府統計 27 ] |
| 2017年（平成29年） | 4,000            | 2,001            | 57位 | [ 府統計 28 ] |
| 2018年（平成30年） | 3,787            | 1,882            | 59位 | [ 府統計 29 ] |
| 2019年（令和元年） | 3,659            | 1,820            | 59位 | [ 府統計 30 ] |

各年度の1日平均乗降人員数は下表の通り。
| 年度               | 1日平均 乗降人員 | 順位 | 出典       |
| ------------------ | ---------------- | ---- | ---------- |
| 2018年（平成30年） | 3,787            | 59位 | [ 南海 3 ] |
| 2019年（令和元年） | 3,657            | 59位 | [ 南海 3 ] |
| 2020年（令和02年） | 2,878            | 59位 | [ 南海 3 ] |
| 2021年（令和03年） | 2,733            | 60位 | [ 南海 4 ] |
| 2022年（令和04年） | 2,867            | 61位 | [ 南海 4 ] |
| 2023年（令和05年） | 2,964            | 61位 | [ 南海 4 ] |
| 2024年（令和06年） | 2,971            | 61位 | [ 南海 1 ] |

## 駅周辺

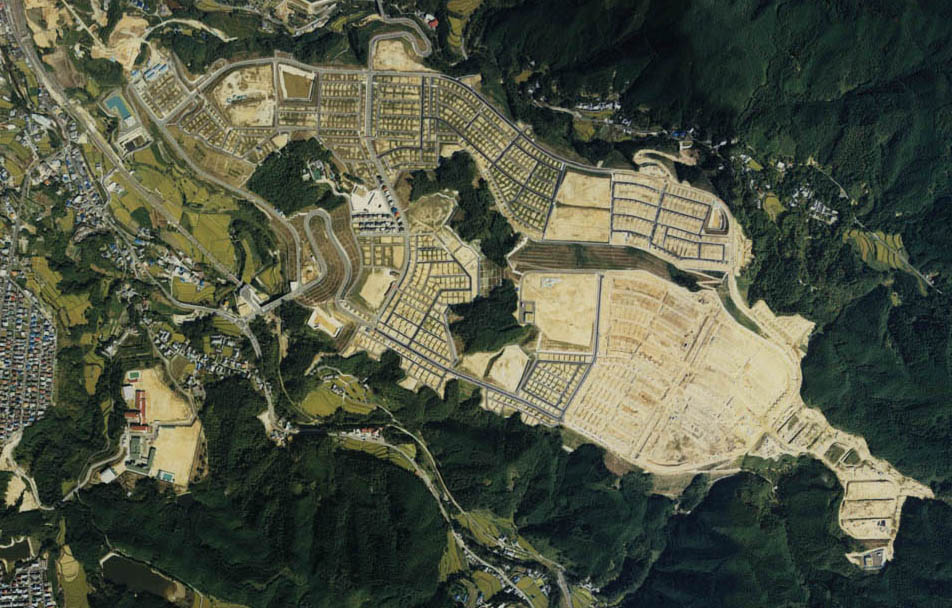
造成中の美加の台（1980年代）

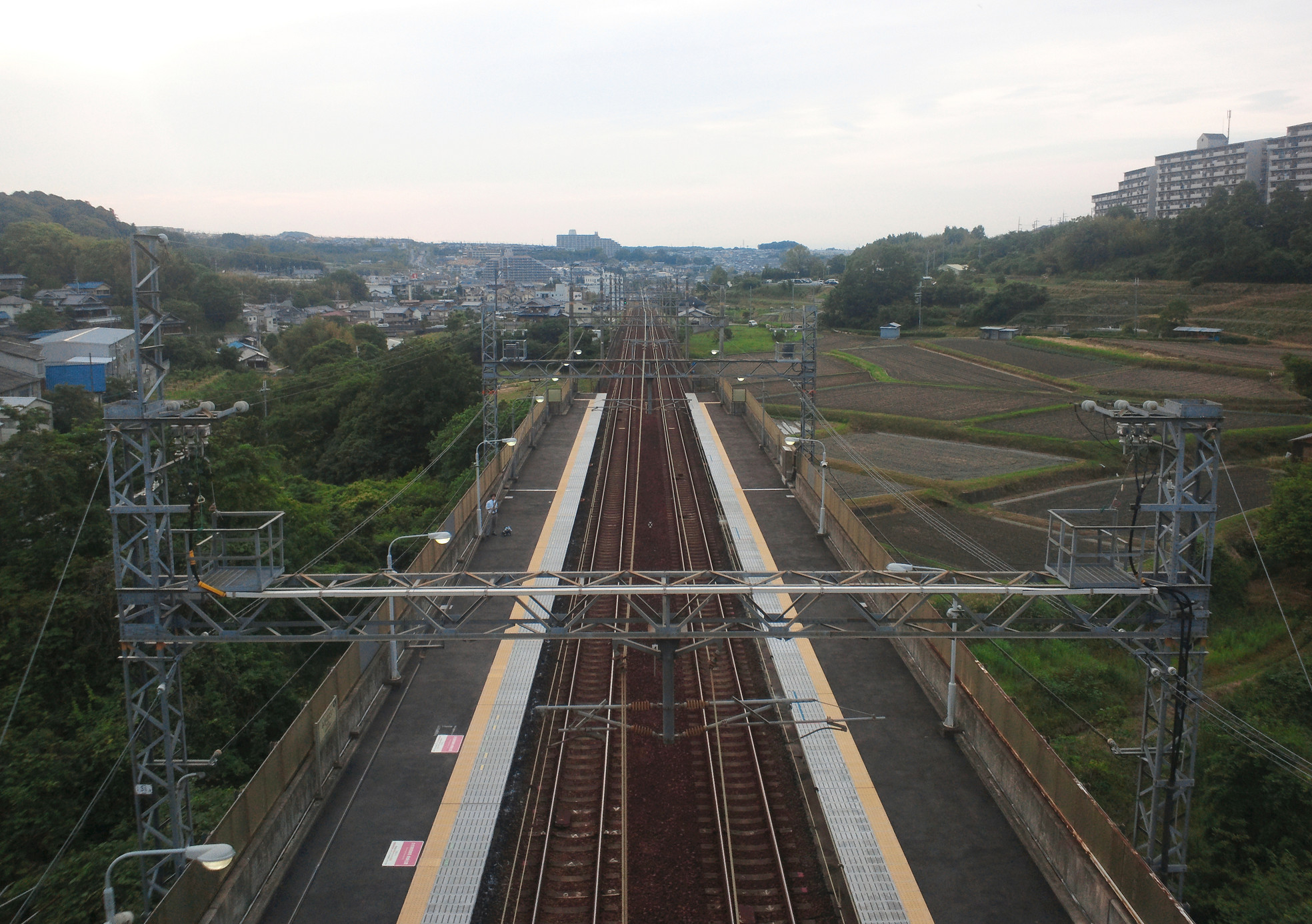
美加の台駅より北方面

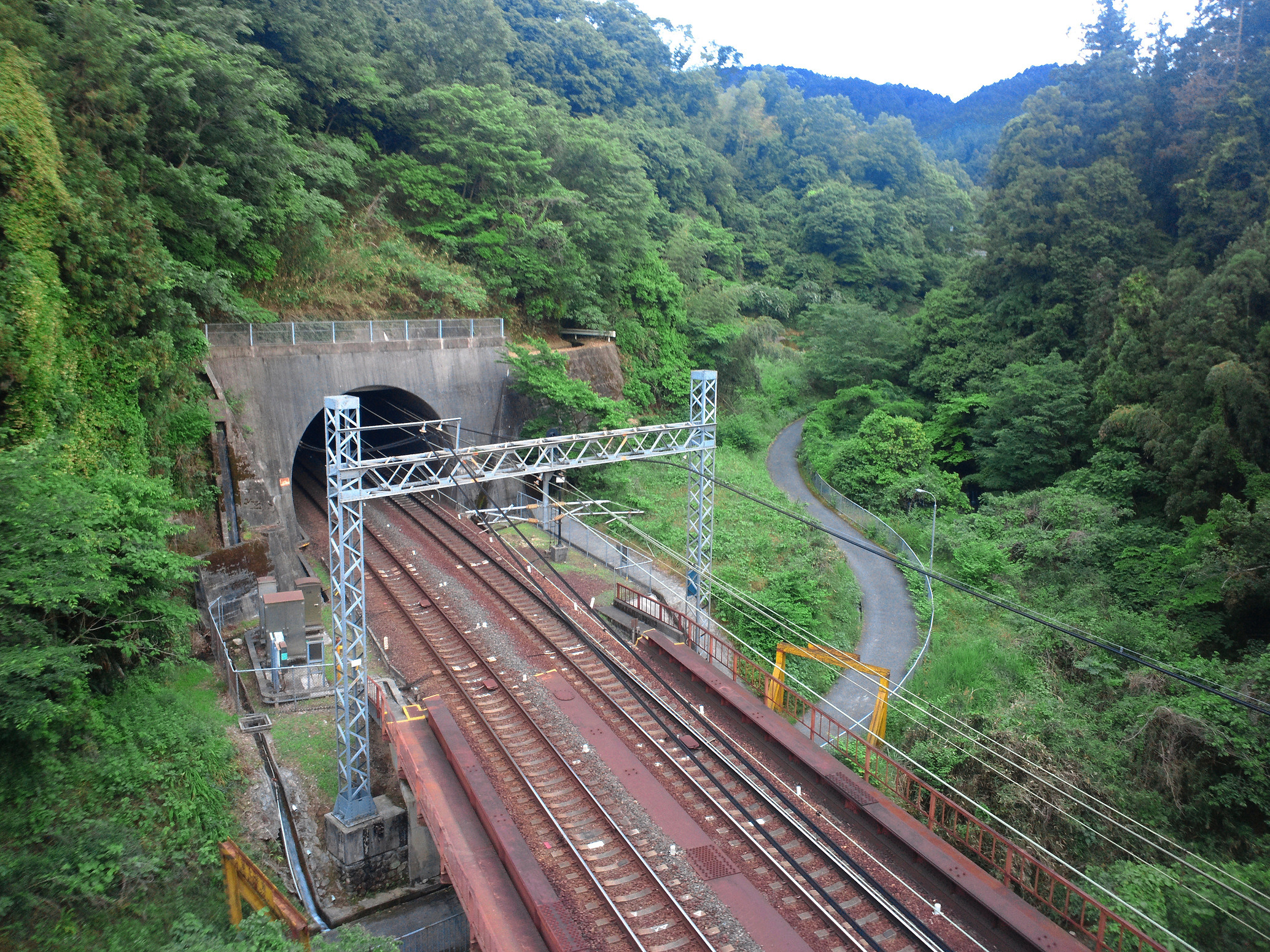
美加の台駅より南方面（旧線跡）

南海が開発を行っている「南海美加の台」の最寄り駅で、50m離れた東側丘陵には美加の台住宅地が広がっており、駅からは213段の階段を上るか主に路線バス・タクシー等を利用する。
西側丘陵には青葉台や南ヶ丘などがあるが、当駅からは直接アクセスすることができない。これは、美加の台を除く周辺のニュータウンが駅開業の10年前に開発済みであったことに起因しており、当駅より遠い三日市町駅方面への道路網が発達したためである。よって、路線バスも当駅から発着するものは美加の台方面のみとなっている。
また、駅が田畑の広がる谷あいに位置しながら、唯一の出入り口が約30mの高度を持つ橋梁のみで、前述の理由から谷底とは隔離されている。また一般的なニュータウン駅のように開発可能な敷地がほとんどないため、駅周辺は手つかずの緑豊かな環境が残っており、近代的設備の整う駅舎は遊離したような存在になっている。
トンネルの直前にある高架下の遊歩道は、単線時代の廃線であり、当時の橋桁などが残っている。駅付近には国道371号が石仏バイパスと高野街道に分岐する地点がある。

### 商業施設
美加の台内
- デイリーカナートはやし
  - アズヘアー美加の台店
  - いわさき鍼灸整骨院
  - クリーニングイセヅドライ
- 河南食糧美加の台店
- 中竹酒店美加の台店
- 山中電器美加の台店
- 河内長野美加の台郵便局

### 医療機関
- 美加の台生登福祉ケアセンター（旧美加の台病院）

美加の台内
- 小林診療所
- あすか歯科医院
- 清水クリニック（天文台）
- 藤田歯科医院
- 美加の台薬局

### 教育施設
- 市立加賀田中学校
- 市立石仏小学校
- 市立加賀田小学校

美加の台内
- 市立美加の台中学校
- 市立美加の台小学校
  - 市立子ども教育支援センター
- 美加の台保育園
- えぴーく幼稚園

### その他
- 延命寺
- 石仏寺（阿弥陀寺）
- 加賀田神社

美加の台内
- 興禅寺
- 赤坂上之山神社
- 美加の台南海アーバンコンフォート
- 美加の台南海アーバンコンフォート弐番館
- 美加の台詩季が丘
- 美加の台南海アーバンパレス

## バス路線

### 路線バス
南海バス
全て河内長野営業所担当。
- のりば1
  - 美加の台団地線
    - 美加の台左回り（440系統）
- のりば2
  - 美加の台団地線
    - 美加の台右回り（441系統）
- モックルコミュニティバスのりば・おりば
  - モックルコミュニティバス[10]
    - 大阪南医療センター行き（北行き）

### 深夜急行バス
南海バス
- 南海深夜急行バス（降車のみ）（2024年9月現在運休中）[11]

## その他
- 高野線には起点の汐見橋駅より当駅までトンネルがないが、当駅の南は紀見峠駅にかけてトンネルが連続する区間となる。

## 隣の駅
南海電気鉄道
 高野線
■快速急行
三日市町駅 (NK70) - 美加の台駅 (NK71) - 林間田園都市駅 (NK75)
■急行・■区間急行・■各停
三日市町駅 (NK70) - 美加の台駅 (NK71) - 千早口駅 (NK72)

#### 利用状況の出典
大阪府統計年鑑
1. ↑  大阪府統計年鑑（平成3年） (PDF)
2. ↑  大阪府統計年鑑（平成4年） (PDF)
3. ↑  大阪府統計年鑑（平成5年） (PDF)
4. ↑  大阪府統計年鑑（平成6年） (PDF)
5. ↑  大阪府統計年鑑（平成7年） (PDF)
6. ↑  大阪府統計年鑑（平成8年） (PDF)
7. ↑  大阪府統計年鑑（平成9年） (PDF)
8. ↑  大阪府統計年鑑（平成10年） (PDF)
9. ↑  大阪府統計年鑑（平成11年） (PDF)
10. ↑  大阪府統計年鑑（平成12年） (PDF)
11. ↑  大阪府統計年鑑（平成13年） (PDF)
12. ↑  大阪府統計年鑑（平成14年） (PDF)
13. ↑  大阪府統計年鑑（平成15年） (PDF)
14. ↑  大阪府統計年鑑（平成16年） (PDF)
15. ↑  大阪府統計年鑑（平成17年） (PDF)
16. ↑  大阪府統計年鑑（平成18年） (PDF)
17. ↑  大阪府統計年鑑（平成19年） (PDF)
18. ↑  大阪府統計年鑑（平成20年） (PDF)
19. ↑  大阪府統計年鑑（平成21年） (PDF)
20. ↑  大阪府統計年鑑（平成22年） (PDF)
21. ↑  大阪府統計年鑑（平成23年） (PDF)
22. ↑  大阪府統計年鑑（平成24年） (PDF)
23. ↑  大阪府統計年鑑（平成25年） (PDF)
24. ↑  大阪府統計年鑑（平成26年） (PDF)
25. ↑  大阪府統計年鑑（平成27年） (PDF)
26. ↑  大阪府統計年鑑（平成28年） (PDF)
27. ↑  大阪府統計年鑑（平成29年） (PDF)
28. ↑  大阪府統計年鑑（平成30年） (PDF)
29. ↑  大阪府統計年鑑（令和元年） (PDF)
30. ↑  大阪府統計年鑑（令和2年） (PDF)

南海電気鉄道の1日平均利用客数
1. 1 2 3 4  南海電気鉄道株式会社 (2025年7月). “2025 HAND BOOK NANKAI”. p. 35. 2025年8月8日閲覧。
2. ↑  ハンドブック南海2020 鉄道事業 (PDF)  - 南海電鉄
3. 1 2 3  南海電気鉄道株式会社 (2021年8月). “2021 HAND BOOK NANKAI”. p. 77. 2024年8月10日時点のオリジナルよりアーカイブ。2024年9月16日閲覧。
4. 1 2 3  南海電気鉄道株式会社 (2024年7月). “2024 HAND BOOK NANKAI”. p. 57. 2024年9月7日閲覧。